# There's No Other Way
〈There's No Other Way〉는 영국의 밴드 블러의 곡으로, 1991년 4월 영국에서 싱글 음반으로 처음 발매되었고 훗날 1집 《Leisure》의 두번째 트랙으로 수록되었다.
이 곡은 당시 영국의 주류 음악 트렌드였던 매드체스터와 배기 (baggy) 풍 노래에서 전형적으로 사용되던 비트와 탬버린 반주를 활용한 것이 특징이다.

## 뮤직비디오
1991년 싱글 발매 당시 제작된 뮤직비디오는 블러의 레이블이었던 푸드 레코드의 사장 데이비드 볼프가 연출을 맡았다.
뮤직비디오는 풀밭을 헤치고 나아가는 지렁이 한 마리를 확대한 샷에서부터 시작된다. 그 지렁이 옆에 분홍색 공 하나가 떨어지고 어린 소녀가 공을 주워 반대편의 쌍둥이 동생에게 던진다. 이곳은 영국 교외의 어느 한 중산층 가정으로, 블러 멤버들을 비롯한 온 가족이 주방에 모여 식사 준비를 한다. 가족의 어머니로 보이는 여성이 쌍둥이 딸의 도움을 받아 치킨파이, 당근, 브로콜리, 수프, 롤빵, 그레이비, 햇감자 등의 요리를 식탁에 차려낸다.
식탁에 앉아 수저를 들려는 찰나, 아버지로 보이는 남성이 번쩍이는 후광과 함께 등장하는데 이내 아무렇지도 않다는 듯 자리에 앉고 모두들 맛있게 식사를 시작한다. 하지만 데이먼 알반은 이따끔씩 먹지 않고 카메라를 응시하며 노래 가사를 따라 부른다.
식사를 마치고 다같이 먹은 접시를 정리하는 사이 어머니는 주방 선반에서 거대한 트라이플 한 통을 꺼내 얼굴 앞에 들어보인다. 이때부터 갑자기 카메라가 덜컥덜컥 일그러지는 동시에, 가지각색의 정신사나운 필터가 화면을 가득 메운다. 가족들이 어머니를 신나면서도 불안한 눈빛으로 쳐다보는 가운데 영상은 갈수록 더 왜곡된 채로 빠르게 바뀐다. 노래가 그치고 카메라는 풀밭을 기어가는 지렁이 한 마리를 다시 한번 멀쩡한 화면으로 보여주는 것으로 끝난다.
참고로 미국판 프로모 버전도 따로 제작되었다. 여기에는 레코드판 원곡의 첫번째, 두번째 코러스 구간의 길이를 바꾼 싱글 버전이 수록되어 있다.

## 발매
1991년 4월 영국 발매 당시 영국 싱글 차트에서 8위에 오르면서 밴드 사상 첫 톱 10에 진입하는 쾌거를 누렸다. 영국 뿐만 아니라 미국에서도 빌보드 핫 100 차트 82위, 모던 록 트랙 차트 5위에 오르면서 소소한 실적을 거뒀다.
비디오게임 시리즈 〈록 밴드〉에서 플레이 가능한 곡 중에 이 곡이 있으며, 〈기타 히어로 5〉에서도 다운로드하여 플레이할 수 있다. 한편으로 1991년 너바나의 리더 커트 코베인이 잡지 <NME>와의 인터뷰에서 올해 가장 좋았던 영국 노래로 〈There's No Other Way〉를 꼽기도 했다.

## 트랙리스트
모든 곡은 블러가 작곡했다.
7인치 레코드 / 카세트
1. "There's No Other Way" – 3:14
2. "Inertia"

12인치 레코드
1. "There's No Other Way" (Extended Version) – 4:04
2. "Inertia" – 3:51
3. "Mr Briggs" – 3:59
4. "I'm All Over" – 2:00

CD
1. "There's No Other Way" – 3:14
2. "Inertia" – 3:51
3. "Mr Briggs" – 3:59
4. "I'm All Over" – 2:00

12인치 리믹스 레코드
1. "There's No Other Way" (Blur Remix) - 5:09
2. "Won't Do It" - 3:19
3. "Day Upon Day" (Live) - 4:02

## 참여 스텝
블러
- 데이먼 알반 – 리드보컬, 건반, 프로덕션 ("Inertia", "Mr Briggs", "I'm All Over", "Won't Do It")
- 그레이엄 콕슨 – 기타, 백보컬, 프로덕션 ("Inertia", "Mr Briggs", "I'm All Over", "Won't Do It")
- 앨릭스 제임스 - 베이스, 프로덕션 ("Inertia", "Mr Briggs", "I'm All Over", "Won't Do It")
- 데이브 론트리 – 드럼, 프로덕션 ("Inertia", "Mr Briggs", "I'm All Over", "Won't Do It")

기타 참여자
- 스티븐 스트리트 - 프로덕션 ("There's No Other Way")

## 차트 정보
| 차트 순위 (1991년)                       | 최고순위 |
| ---------------------------------------- | -------- |
| 오스트레일리아 싱글 차트                 | 113위    |
| 영국 싱글 차트                           | 8위      |
| 미국 빌보드 핫 100                       | 82위     |
| 미국 모던 록 트랙 (빌보드)               | 5위      |
| 미국 댄스 뮤직/클럽 플레이 싱글 (빌보드) | 15위     |